# Saison 2022 des Aces de Las Vegas
La saison 2022 des Aces de Las Vegas est la 26e saison de la franchise en WNBA et la 5e dans la région de Las Vegas. La saison régulière des Aces débute le 6 mai 2022 contre le Mercury de Phoenix.

## Draft
| Tour | Choix | Joueur          | Poste | Nationalité | Provenance              |
| ---- | ----- | --------------- | ----- | ----------- | ----------------------- |
| 1    | 11    | Kierstan Bell   | G     | États-Unis  | Florida Gulf Coast (en) |
| 2    | 23    | Aisha Sheppard  | G     | États-Unis  | Virginia Tech           |
| 3    | 35    | Faustine Aifuwa | C     | États-Unis  | LSU                     |

## Matchs

### Pré-saison
| Pré-saison Total: 0-1 (Domicile : 0-0; Extérieur : 0-1) |

| Match | Date match | Équipe      | Score   | Meilleur marqueur | Meilleur rebondeur | Meilleur passeur | Lieux Spectateurs | Série |
| ----- | ---------- | ----------- | ------- | ----------------- | ------------------ | ---------------- | ----------------- | ----- |
| 1     | 6 mai      | @ Minnesota | D 86-89 | Kelsey Plum (16)  | A'ja Wilson (7)    | Kelsey Plum (5)  | Target Center N/A | 0 - 1 |

### Saison régulière
| Saison régulière Total: 26-10 (Domicile : 13-10; Extérieur : 13-10) |

| Match | Date match | Équipe       | Score    | Meilleur marqueur  | Meilleur rebondeur    | Meilleur passeur   | Lieux Spectateurs               | Série |
| ----- | ---------- | ------------ | -------- | ------------------ | --------------------- | ------------------ | ------------------------------- | ----- |
| 1     | 6 mai      | @ Phoenix    | V 106-88 | Dearica Hamby (24) | A'ja Wilson (11)      | Kelsey Plum (7)    | Footprint Center -              | 1 - 0 |
| 2     | 8 mai      | Seattle      | V 85-74  | A'ja Wilson (20)   | Dearica Hamby (19)    | Kelsey Plum (7)    | Michelob Ultra Arena 6 212      | 2 - 0 |
| 3     | 10 mai     | @ Washington | D 76-89  | Jackie Young (19)  | A'ja Wilson (11)      | Chelsea Gray (5)   | St. Elizabeths East Arena 3 082 | 2 - 1 |
| 4     | 13 mai     | @ Atlanta    | V 96-73  | A'ja Wilson (15)   | Dearica Hamby (13)    | Kelsey Plum (11)   | Gateway Center Arena 3 138      | 3 - 1 |
| 5     | 17 mai     | Phoenix      | V 86-74  | Kelsey Plum (20)   | A'ja Wilson (10)      | Chelsea Gray (9)   | Michelob Ultra Arena 2 536      | 4 - 1 |
| 6     | 19 mai     | Minnesota    | V 93-87  | Jackie Young (25)  | Dearica Hamby (12)    | Chelsea Gray (7)   | Michelob Ultra Arena -          | 5 - 1 |
| 7     | 21 mai     | Phoenix      | V 100-80 | Kelsey Plum (24)   | Theresa Plaisance (9) | Young, Gray (5)    | Michelob Ultra Arena 5 572      | 6 - 1 |
| 8     | 23 mai     | Los Angeles  | V 104-76 | A'ja Wilson (24)   | Jackie Young (9)      | Kelsey Plum (8)    | Michelob Ultra Arena 4 092      | 7 - 1 |
| 9     | 28 mai     | @ Chicago    | V 83-76  | A'ja Wilson (22)   | A'ja Wilson (16)      | Trois joueuses (6) | Wintrust Arena 6 812            | 8 - 1 |
| 10    | 31 mai     | Connecticut  | V 89-81  | A'ja Wilson (24)   | A'ja Wilson (14)      | Kelsey Plum (7)    | Michelob Ultra Arena 4 693      | 9 - 1 |

| Match | Date match | Équipe        | Score        | Meilleur marqueur | Meilleur rebondeur | Meilleur passeur | Lieux Spectateurs          | Série  |
| ----- | ---------- | ------------- | ------------ | ----------------- | ------------------ | ---------------- | -------------------------- | ------ |
| 11    | 2 juin     | Connecticut   | D 90-97      | Jackie Young (26) | Hamby, Wilson (7)  | Kelsey Plum (8)  | Michelob Ultra Arena 3 801 | 9 - 2  |
| 12    | 5 juin     | Dallas        | V 84-78      | Kelsey Plum (32)  | Dearica Hamby (8)  | Plum, Hamby (5)  | Michelob Ultra Arena 4 814 | 10 - 2 |
| 13    | 11 juin    | @ Los Angeles | V 89-72      | A'ja Wilson (35)  | A'ja Wilson (11)   | Kelsey Plum (8)  | Staples Center 8 200       | 11 - 2 |
| 14    | 15 juin    | @ Dallas      | V 92-84      | Kelsey Plum (27)  | Dearica Hamby (12) | Chelsea Gray (8) | College Park Center 4 375  | 12 - 2 |
| 15    | 19 juin    | Minnesota     | V 96-95      | A'ja Wilson (25)  | A'ja Wilson (8)    | Chelsea Gray (8) | Michelob Ultra Arena 4 603 | 13 - 2 |
| 16    | 21 juin    | Chicago       | D 95-104     | Jackie Young (23) | A'ja Wilson (11)   | Gray, Plum (7)   | Michelob Ultra Arena 4 951 | 13 - 3 |
| 17    | 25 juin    | Washington    | D 86-87 (OT) | Young, Plum (20)  | A'ja Wilson (14)   | Chelsea Gray (6) | Michelob Ultra Arena 7 171 | 13 - 4 |
| 18    | 27 juin    | @ Los Angeles | V 79-73      | Kelsey Plum (29)  | A'ja Wilson (11)   | Jackie Young (7) | Staples Center 4 200       | 14 - 4 |
| 19    | 29 juin    | @ Seattle     | D 78-88      | A'ja Wilson (17)  | A'ja Wilson (16)   | Chelsea Gray (8) | Climate Pledge Arena 9 499 | 14 - 5 |

| Match                   | Date match  | Équipe        | Score     | Meilleur marqueur | Meilleur rebondeur | Meilleur passeur  | Lieux Spectateurs          | Série  |
| ----------------------- | ----------- | ------------- | --------- | ----------------- | ------------------ | ----------------- | -------------------------- | ------ |
| 20                      | 1er juillet | @ Minnesota   | V 91-85   | Chelsea Gray (21) | A'ja Wilson (17)   | Kelsey Plum (10)  | Target Center 6 104        | 15 - 5 |
| 21                      | 3 juillet   | @ Minnesota   | D 71-102  | Kelsey Plum (12)  | A'ja Wilson (7)    | Kelsey Plum (5)   | Target Center 7 603        | 15 - 6 |
| 22                      | 6 juillet   | New York      | D 107-116 | A'ja Wilson (29)  | A'ja Wilson (9)    | Chelsea Gray (6)  | Michelob Ultra Arena 8 405 | 15 - 7 |
| WNBA All-Star Game 2022 |             |               |           |                   |                    |                   |                            |        |
| 23                      | 12 juillet  | @ New York    | V 107-101 | Kelsey Plum (27)  | A'ja Wilson (14)   | Jackie Young (7)  | Barclays Center 5 201      | 16 - 7 |
| 24                      | 14 juillet  | @ New York    | V 108-74  | A'ja Wilson (25)  | Dearica Hamby (7)  | Jackie Young (9)  | Barclays Center 9 896      | 17 - 7 |
| 25                      | 17 juillet  | @ Connecticut | V 91-83   | Kelsey Plum (22)  | Wilson, Hamby (7)  | Chelsea Gray (9)  | Mohegan Sun Arena 6 814    | 18 - 7 |
| 26                      | 19 juillet  | Atlanta       | D 76-92   | A'ja Wilson (22)  | A'ja Wilson (10)   | Kelsey Plum (7)   | Michelob Ultra Arena 5 952 | 18 - 8 |
| 27                      | 21 juillet  | Indiana       | V 90-77   | A'ja Wilson (23)  | Dearica Hamby (9)  | Chelsea Gray (12) | Michelob Ultra Arena 5 737 | 19 - 8 |
| 28                      | 23 juillet  | Los Angeles   | V 84-66   | Kelsey Plum (29)  | Jackie Young (9)   | Jackie Young (6)  | Michelob Ultra Arena 7 522 | 20 - 8 |
| CC Finale               | 26 juillet  | @ Chicago     | V 93-83   | Kelsey Plum (24)  | A'ja Wilson (17)   | Kelsey Plum (6)   | Wintrust Arena 8 922       | N/A    |
| 29                      | 29 juillet  | @ Indiana     | V 93-72   | Plum, Wilson (22) | Jackie Young (7)   | Young, Gray (5)   | Hinkle Fieldhouse 1 828    | 21 - 8 |
| 30                      | 31 juillet  | @ Indiana     | V 94-69   | Kelsey Plum (26)  | Kiah Stokes (10)   | Chelsea Gray (7)  | Hinkle Fieldhouse 1 822    | 22 - 8 |

| Match | Date match | Équipe       | Score     | Meilleur marqueur | Meilleur rebondeur | Meilleur passeur | Lieux Spectateurs                    | Série   |
| ----- | ---------- | ------------ | --------- | ----------------- | ------------------ | ---------------- | ------------------------------------ | ------- |
| 31    | 2 août     | @ Washington | D 73-83   | A'ja Wilson (22)  | A'ja Wilson (12)   | Kelsey Plum (5)  | Entertainment and Sports Arena 4 200 | 22 - 9  |
| 32    | 4 août     | @ Dallas     | D 80-82   | Chelsea Gray (28) | A'ja Wilson (9)    | Kelsey Plum (7)  | College Park Center 3 492            | 22 - 10 |
| 33    | 7 août     | @ Seattle    | V 89-81   | A'ja Wilson (29)  | Kiah Stokes (9)    | Chelsea Gray (9) | Climate Pledge Arena 18 100          | 23 - 10 |
| 34    | 9 août     | Atlanta      | V 97-90   | A'ja Wilson (24)  | A'ja Wilson (14)   | Kelsey Plum (8)  | Michelob Ultra Arena 5 151           | 24 - 10 |
| 35    | 11 août    | Chicago      | V 89-78   | Kelsey Plum (25)  | Kiah Stokes (7)    | Kelsey Plum (5)  | Michelob Ultra Arena 6 055           | 25 - 10 |
| 36    | 14 août    | Seattle      | V 109-100 | Chelsea Gray (33) | A'ja Wilson (10)   | Chelsea Gray (9) | Michelob Ultra Arena 10 015          | 26 - 10 |

### Playoffs
| Playoffs Total: 8-2 (Domicile : 5-1; Extérieur : 3-1) |

| Match | Date match | Équipe  | Score    | Meilleur marqueur | Meilleur rebondeur  | Meilleur passeur | Lieux Spectateurs          | Série |
| ----- | ---------- | ------- | -------- | ----------------- | ------------------- | ---------------- | -------------------------- | ----- |
| 1     | 17 août    | Phoenix | V 79-63  | Kelsey Plum (22)  | Kiah Stokes (13)    | Gray, Plum (4)   | Michelob Ultra Arena 8 725 | 1 - 0 |
| 2     | 20 août    | Phoenix | V 117-80 | Chelsea Gray (27) | Riquna Williams (5) | Chelsea Gray (8) | Michelob Ultra Arena 9 126 | 2 - 0 |

| Match | Date match  | Équipe    | Score         | Meilleur marqueur | Meilleur rebondeur | Meilleur passeur  | Lieux Spectateurs           | Série |
| ----- | ----------- | --------- | ------------- | ----------------- | ------------------ | ----------------- | --------------------------- | ----- |
| 1     | 28 août     | Seattle   | D 73-76       | Chelsea Gray (21) | A'ja Wilson (12)   | Gray, Young (5)   | Michelob Ultra Arena 9 944  | 0 - 1 |
| 2     | 31 août     | Seattle   | V 78-73       | A'ja Wilson (33)  | A'ja Wilson (13)   | Chelsea Gray (7)  | Michelob Ultra Arena 9 755  | 1 - 1 |
| 3     | 4 septembre | @ Seattle | V 110-98 (OT) | A'ja Wilson (34)  | Kiah Stokes (12)   | Chelsea Gray (12) | Climate Pledge Arena 15 431 | 2 - 1 |
| 4     | 6 septembre | @ Seattle | V 97-92       | Chelsea Gray (31) | A'ja Wilson (13)   | Chelsea Gray (10) | Climate Pledge Arena 11 328 | 3 - 1 |

| Match | Date match   | Équipe        | Score    | Meilleur marqueur | Meilleur rebondeur | Meilleur passeur | Lieux Spectateurs           | Série |
| ----- | ------------ | ------------- | -------- | ----------------- | ------------------ | ---------------- | --------------------------- | ----- |
| 1     | 11 septembre | Connecticut   | V 67-64  | A'ja Wilson (24)  | A'ja Wilson (11)   | Chelsea Gray (3) | Michelob Ultra Arena 10 135 | 0 - 1 |
| 2     | 13 septembre | Connecticut   | V 85-71  | A'ja Wilson (26)  | A'ja Wilson (10)   | Chelsea Gray (8) | Michelob Ultra Arena 10 211 | 2 - 0 |
| 3     | 15 septembre | @ Connecticut | D 76-105 | Jackie Young (22) | Kiah Stokes (7)    | Chelsea Gray (7) | Mohegan Sun Arena 8 745     | 2 - 1 |
| 4     | 18 septembre | @ Connecticut | V 78-71  | Chelsea Gray (20) | A'ja Wilson (14)   | Jackie Young (8) | Mohegan Sun Arena 9 652     | 3 - 1 |

### Confrontations en saison régulière
| Conférence Est | Conférence Est                            | Conférence Est                            | Conférence Est                            | Conférence Est                            | Conférence Ouest                          | Conférence Ouest                          | Conférence Ouest                          | Conférence Ouest                          | Conférence Ouest                          |
| Équipe         | Domicile                                  | Domicile                                  | Extérieur                                 | Extérieur                                 | Équipe                                    | Domicile                                  | Domicile                                  | Extérieur                                 | Extérieur                                 |
| -------------- | ----------------------------------------- | ----------------------------------------- | ----------------------------------------- | ----------------------------------------- | ----------------------------------------- | ----------------------------------------- | ----------------------------------------- | ----------------------------------------- | ----------------------------------------- |
| Atlanta        | 76-92                                     | 97-90                                     | 96-73                                     |                                           | Dallas                                    | 84-78                                     |                                           | 92-84                                     | 80-82                                     |
| Chicago        | 95-104                                    | 89-78                                     | 83-76                                     |                                           |                                           |                                           |                                           |                                           |                                           |
| Connecticut    | 89-81                                     | 90-97                                     | 91-83                                     |                                           | Los Angeles                               | 104-76                                    | 84-66                                     | 89-72                                     | 79-73                                     |
| Indiana        | 90-77                                     |                                           | 93-72                                     | 94-69                                     | Minnesota                                 | 93-87                                     | 96-95                                     | 91-85                                     | 71-102                                    |
| New York       | 107-116                                   |                                           | 107-101                                   | 108-74                                    | Phoenix                                   | 86-74                                     | 100-80                                    | 106-88                                    |                                           |
| Washington     | 86-87                                     |                                           | 76-89                                     | 73-83                                     | Seattle                                   | 85-74                                     | 109-100                                   | 78-88                                     | 89-81                                     |
| Conférence     | 11-7 (Domicile : 4-5; Extérieur : 7-2)    | 11-7 (Domicile : 4-5; Extérieur : 7-2)    | 11-7 (Domicile : 4-5; Extérieur : 7-2)    | 11-7 (Domicile : 4-5; Extérieur : 7-2)    | Conférence                                | 15-3 (Domicile : 9-0; Extérieur : 6-3)    | 15-3 (Domicile : 9-0; Extérieur : 6-3)    | 15-3 (Domicile : 9-0; Extérieur : 6-3)    | 15-3 (Domicile : 9-0; Extérieur : 6-3)    |
| Total          | 26-10 (Domicile : 13-5; Extérieur : 13-5) | 26-10 (Domicile : 13-5; Extérieur : 13-5) | 26-10 (Domicile : 13-5; Extérieur : 13-5) | 26-10 (Domicile : 13-5; Extérieur : 13-5) | 26-10 (Domicile : 13-5; Extérieur : 13-5) | 26-10 (Domicile : 13-5; Extérieur : 13-5) | 26-10 (Domicile : 13-5; Extérieur : 13-5) | 26-10 (Domicile : 13-5; Extérieur : 13-5) | 26-10 (Domicile : 13-5; Extérieur : 13-5) |

## Classements
| Classement | Classement                | Classement | Classement | Classement | Classement | Classement | Classement |
| No         | Franchise                 | Vic.       | Def.       | MJ         | V/D        | GB         |            |
| ---------- | ------------------------- | ---------- | ---------- | ---------- | ---------- | ---------- | ---------- |
| 1          | x - Aces de Las Vegas     | 26         | 10         | 36         | .722       | -          |            |
| 2          | x - Sky de Chicago        | 26         | 10         | 36         | .722       | -          |            |
| 3          | x - Sun du Connecticut    | 25         | 11         | 36         | .694       | 1          |            |
| 4          | x - Storm de Seattle      | 22         | 14         | 36         | .611       | 4          |            |
| 5          | x - Mystics de Washington | 22         | 14         | 36         | .611       | 4          |            |
| 6          | x - Wings de Dallas       | 18         | 18         | 36         | .500       | 8          |            |
| 7          | x - Liberty de New York   | 16         | 20         | 36         | .444       | 10         |            |
| 8          | x - Mercury de Phoenix    | 15         | 21         | 36         | .417       | 11         |            |
|            |                           |            |            |            |            |            |            |
| 9          | o - Lynx du Minnesota     | 14         | 22         | 36         | .389       | 12         |            |
| 10         | o - Dream d'Atlanta       | 14         | 22         | 36         | .389       | 12         |            |
| 11         | o - Sparks de Los Angeles | 13         | 23         | 36         | .361       | 13         |            |
| 12         | o - Fever de l'Indiana    | 5          | 31         | 36         | .139       | 21         |            |

| 1 | Aces de Las Vegas     | 9 | 1 | 10 | +102 |
| 2 | Storm de Seattle      | 6 | 4 | 10 | +23  |
| 3 | Wings de Dallas       | 5 | 5 | 10 | +13  |
| 4 | Lynx du Minnesota     | 4 | 6 | 10 | +1   |
| 5 | Mercury de Phoenix    | 3 | 7 | 10 | -43  |
| 6 | Sparks de Los Angeles | 3 | 7 | 10 | -96  |

Playoffs
|  | Premier tour | Premier tour        | Premier tour       |                    |                    | Demi-finales      | Demi-finales | Demi-finales |  |  | Finale | Finale            | Finale |
|  |              |                     |                    |                    |                    |                   |              |              |  |  |        |                   |        |
|  | 1            | Aces de Las Vegas   | 2                  |                    |                    |                   |              |              |  |  |        |                   |        |
|  | 8            | Mercury de Phoenix  | 0                  |                    |                    |                   |              |              |  |  |        |                   |        |
|  | 8            | Mercury de Phoenix  | 0                  |                    | 1                  | Aces de Las Vegas | 3            |              |  |  |        |                   |        |
|  |              |                     |                    |                    | 1                  | Aces de Las Vegas | 3            |              |  |  |        |                   |        |
|  |              | 4                   | Storm de Seattle   | 1                  |                    |                   |              |              |  |  |        |                   |        |
|  | 4            | 4                   | Storm de Seattle   | 1                  | Storm de Seattle   | 2                 |              |              |  |  |        |                   |        |
|  | 4            |                     |                    |                    | Storm de Seattle   | 2                 |              |              |  |  |        |                   |        |
|  | 5            | Mystics Washington  | 0                  |                    |                    |                   |              |              |  |  |        |                   |        |
|  |              |                     |                    |                    |                    |                   |              |              |  |  | 1      | Aces de Las Vegas | 3      |
|  |              |                     | 3                  | Sun du Connecticut | 1                  |                   |              |              |  |  |        |                   |        |
|  | 2            | Sky de Chicago      | 2                  |                    |                    |                   |              |              |  |  |        |                   |        |
|  | 7            | Liberty de New York | 1                  |                    |                    |                   |              |              |  |  |        |                   |        |
|  | 7            | Liberty de New York | 1                  |                    | 2                  | Sky de Chicago    | 2            |              |  |  |        |                   |        |
|  |              |                     |                    |                    | 2                  | Sky de Chicago    | 2            |              |  |  |        |                   |        |
|  |              | 3                   | Sun du Connecticut | 3                  |                    |                   |              |              |  |  |        |                   |        |
|  | 3            | 3                   | Sun du Connecticut | 3                  | Sun du Connecticut | 2                 |              |              |  |  |        |                   |        |
|  | 3            |                     |                    |                    | Sun du Connecticut | 2                 |              |              |  |  |        |                   |        |
|  | 6            | Wings de Dallas     | 1                  |                    |                    |                   |              |              |  |  |        |                   |        |